# Poljana (Tuzla, BiH)
Poljana je naselje u općini Tuzla, Federacija BiH, BiH. Hrvatska Poljana je dio Poljane i pripada župi Morančani, kojoj još pripadaju naselja: Morančani, Ljubače, Breze i Kiseljak.

## Povijest
Poljana je zajednica u Kiseljaku kod Tuzle. U njoj je podosta osoba čiji su preci došli iz Italije. Dio doseljenika naselio se u rubnim dijelovima Tuzle, a jedna obitelj (Piccolotti) na područje Kiseljaka. Doseljenici su inicirali izgraditi crkvu. Prema sačuvanoj predaji, jer arhivskih podataka nema, sagradili su ju mjesni Talijani. Sagrađena je crkvica, koja je zbog dotrajalosti materijala više puta bila obnavljana. Katoličko groblje često je bilo na meti vandala. Prvi je bio 2007. kad su uhićeni počinitelji. Od 27. prosinca 2013. do 9. siječnja 2014. u Hrvatskoj Poljani triput je oskrnavljeno katoličko groblje. Nepoznati počinitelji oskrnavili su grobove, kipovi, vaze. Dnevni avaz je prenio vijest o tom napadu na baštinu tuzlanskih Hrvate, jednom od niza pritisaka Hrvata tog dijela Federacije BiH u godinu dana. Zanimljivi dio vijesti je što je to prenijela srpska agencija Srna, a ne probošnjačka agencija Anadolija niti hrvatska HINA.
Poljana je danas dio Mjesne zajednice Kiseljak.

## Kultura
U Hrvatskoj Poljani je crkva sv. Dominika.
Mjesno groblje je katoličko groblje Sv. Josipa Radnika, koje je na teritoriju župe Morančani.
2017. godine kroz nekoliko radnih akcija mještani su pošli u projekt obnove i izgradnju ograde ograde crkvenog dvorišta. Prvi dio ograde, na kojoj je kapija, mještani su radili 2016. jer je bila u lošem stanju. Prije je bila ozidana kamenom i urešena drvom. Drvnu građu godinama jsu izjedali vanjski utjecaji. Pristupilo se zamjeni drvne građe. 2017. godine započeti su radovi radi zamjene ograde i na ostalim stranama crkvenog dvorišta.

## Stanovništvo
| Poljana            |       |       |       |       |
| godina popisa      | 1991. | 1981. | 1971. | 1961. |
| Hrvati             | 425   | 606   | 617   | 589   |
| Srbi               | 10    | 11    | 19    | 8     |
| Muslimani          | 119   | 113   | 127   | 107   |
| Crnogorci          |       | 1     |       |       |
| Jugoslaveni        | 186   | 55    | 10    | 3     |
| ostali i nepoznato | 66    | 18    | 39    |       |
| ukupno             | 806   | 804   | 812   | 707   |

## Vanjske poveznice
- Facebook Sv. Dominik u Hrvatskoj poljani, Cvjetnica 2016.
- YouTube Put Hrvatska Poljana - Bokavići, Datum objavljivanja: 8. ožu 2017., kanal Danijel Markovic, Licenca Creative Commons s atribucijom (ponovna upotreba dopuštena)
- Facebook Poljana
- Dnevnik.ba  Arhivirana inačica izvorne stranice od 21. ožujka 2019. (Wayback Machine) Iskrčen dio puta između Hrvatske Poljane i Bokavića, 9. rujna 2017.